# Даниловичи (Смоленская область)
Даниловичи — деревня в Рославльском районе Смоленской области России. Входит в состав Сырокоренского сельского поселения. Население — 24 жителя (2007 год).
Расположена в южной части области в 41 км к северо-востоку от Рославля, в 6 км южнее автодороги А101 Москва — Варшава («Старая Польская» или «Варшавка»), на берегу реки Даниловка. В 19 км южнее деревни расположена железнодорожная станция О.п. 37-й км на линии Рославль — Фаянсовая.

## История
В годы Великой Отечественной войны деревня была оккупирована гитлеровскими войсками в августе 1941 года, освобождена в сентябре 1943 года.

## Известные уроженцы
В Даниловичах в 1869 году родился И. И. Орловский — смоленский краевед, историк и географ. Здесь же в 1880 году родился будущий председатель Смоленского губисполкома С. В. Иванов.